# Tunnel de la Barre
Der Tunnel de la Barre ist ein Strassentunnel im Zentrum der Schweizer Stadt Lausanne. Er liegt im Stadtteil Centre, nördlich der Altstadt (Cité) und zwischen der Place du Tunnel auf der Westseite und der Place du Nord auf der Ostseite. Durch den Tunnel führt die Rue Dr César-Roux, deren Name an den Lausanner Chirurgen César Roux (1857–1934) erinnert.
Der Tunnel bildet wie auch die 1844 fertiggestellte «Grosse Brücke» einen wesentlichen Teil der Umfahrungsstrasse des alten Stadtzentrums (Ceinture Pichard), die vom Architekten und Kantonsingenieur Adrien Pichard (1790–1841) geplant wurde. Mit dieser neuen Strasse ausserhalb der damaligen Stadtmauer war es möglich, für den Verkehr auf den Landstrassen die starken Höhenunterschiede zwischen den drei Hügeln, auf denen die Altstadt von Lausanne liegt, auszugleichen.
Der 56 Meter lange Tunnel wurde von 1851 bis 1855 unter der Leitung von Victor Dériaz und Georges Krieg durch den Molasseriegel zwischen den Tälern der Flüsse Flon und Louve gegraben. Die Überdeckung bis zum Kamm des Hügelrückens, über welchen die Rue de la Barre führt, ist nur wenige Meter hoch; so hat man quer durch den Hügel einen Graben ausgehoben und darin das Tunnelgewölbe mit der lichten Höhe von 10,8 Metern aufgemauert. Einige auf der Baustelle in der Molasse gefundenen paläontologischen Fossilien werden heute im kantonalen geologischen Museum von Lausanne ausgestellt.
Auf dem flachen Areal über dem Tunnel befinden sich eine Strassenkreuzung und die öffentliche Place de la Barre.

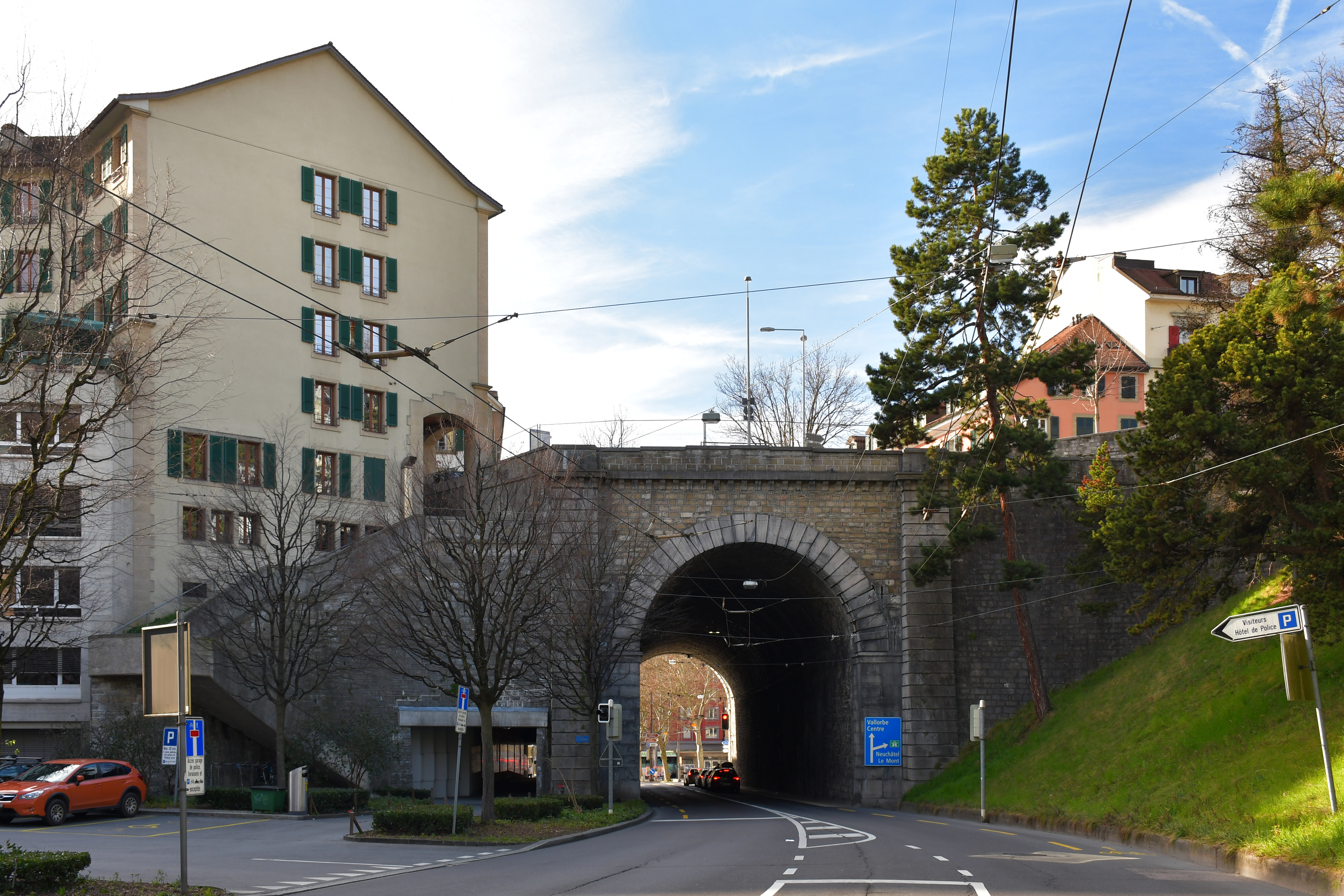
Ostportal, links der Fussgängertunnel, Place du Nord (2020)
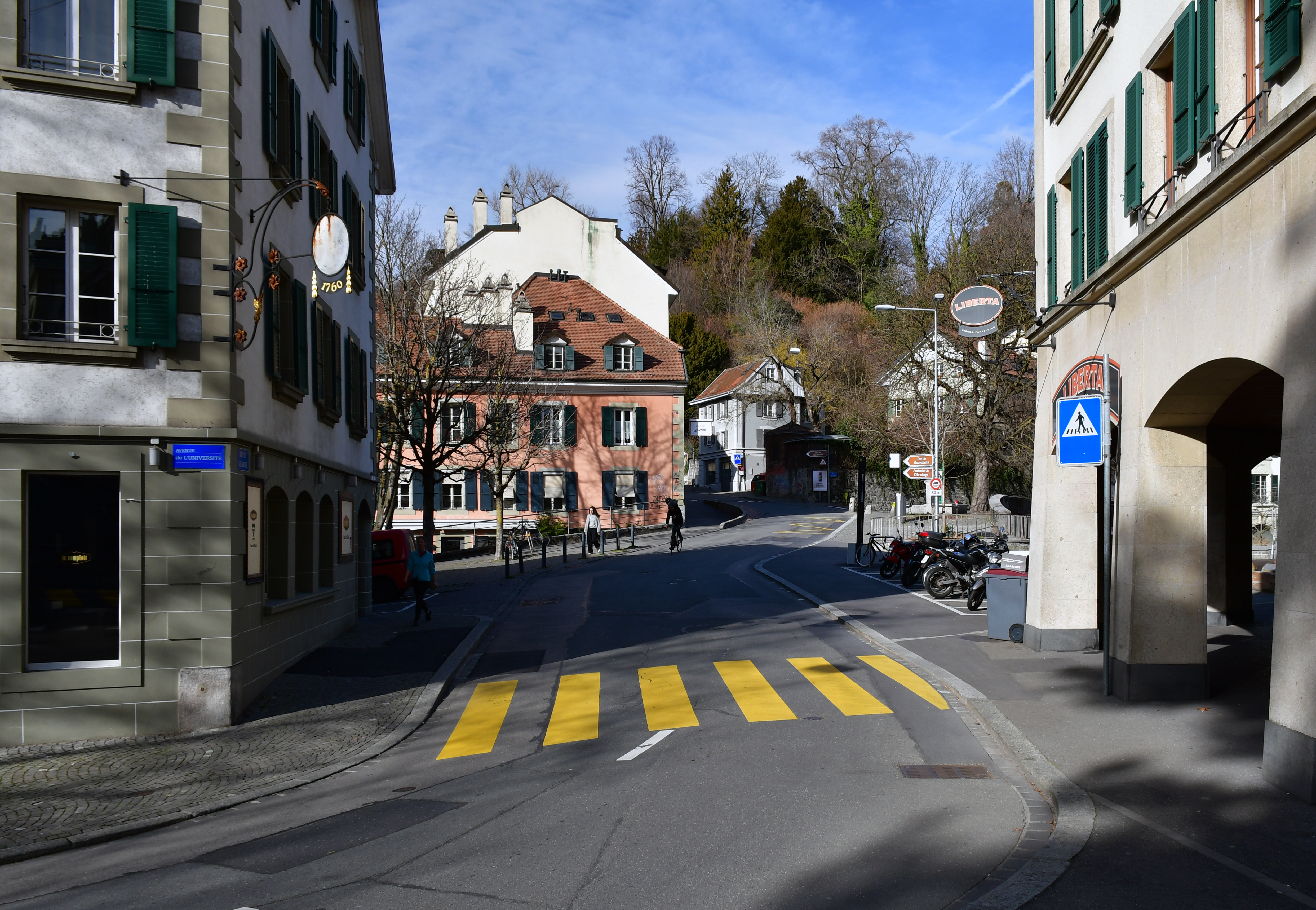
Rue de la Barre, über dem Tunnel  (2020)